# Scrophulariaceae
Scrophulariaceae é uma família de plantas angiospermas (vegetais com flores e frutos) pertencente à ordem "Lamiales". A família é formada por plantas perenes, anuais ou bienais, sendo elas ervas ou subarbustos e raramente arbustos ou árvores. Scrophulariaceae ocorre em diversos ambientes, principalmente em regiões temperadas montanhosas e raramente em florestas tropicais muito úmidas.

## Morfologia

### Folhas
Suas folhas são alternas em espiral ou opostas; simples ou com venação pinada e às vezes com pontos translúcidos.

### Flores
Suas flores são bissexuais com simetria bilateral ou, mais raramente, radial. Sépalas de conação 3-5, 4 ou 5 pétalas também conadas. A corola é frequentemente bilabiada ou com um fino tubo e exuberante com lobos imbricados. 2, 4 ou 5 estames, o quinto estame geralmente é representado por um estaminoide. Anteras biloculares com as aberturas de seus sacos ou em forma de U ou em um único feixe distal. A base da antera pode, ou não, ser sagital. Os grãos de pólen geralmente tricorporados. Geralmente não possui disco nectarífero mas, se possui, é unilateral ou anular na base do ovário. Ovários com dois ou mais óvulos, sendo numerosos por lóculo, dispostos em placentas axiais. Suas inflorescências são sempre terminais.

### Frutos
Cápsula septícida, menos frequentemente loculicida ou abrindo-se por poros, raramente baga ou esquizocarpo.

## Relações Filogenéticas
Em tempos passados, abrangia muito mais gêneros e espécies do que se é considerado atualmente, isso porque técnicas de análises filogenéticas ainda não haviam sido aprimoradas e utilizadas. Contudo, hoje existem cerca de 400 gêneros e 4.500 espécies dentro da família Scrophulariaceae, esta ainda podia ser dividida nas subfamílias Antirrhinoideae, Gratioloideae e Digitalidoideae. Além do mais, Gratioloideae consegue ser separada em 5 grupos (Gratioleae, Angeloniaeae, Stemodieae, Limoselleae e Lindernieae), cada um com muitos gêneros. Tendo isso em vista, o avanço na filogenia de Scrophulariaceae resultou em diversas mudanças de grupos de plantas para outras famílias como Plantaginaceae e Orobanchaceae, buscando a organização de um grupo monofilético.

## Polinização
O processo de polinização consiste no transporte de pólen de uma flor para outra e é bastante atribuído aos agentes polinizadores, como as abelhas, borboletas, formigas e morcegos, por exemplo. No caso de Scrophulariaceae, ocorre a secreção de óleos para a atração dos agentes polinizadores e em alguns casos, como no gênero Diascia, ocorreu uma relação específica entre planta-polinizador, nesse caso apenas abelhas do gênero Rediviva conseguem realizar a polinização enquanto coletam o óleo para a proteção e alimentação de seus ninhos.

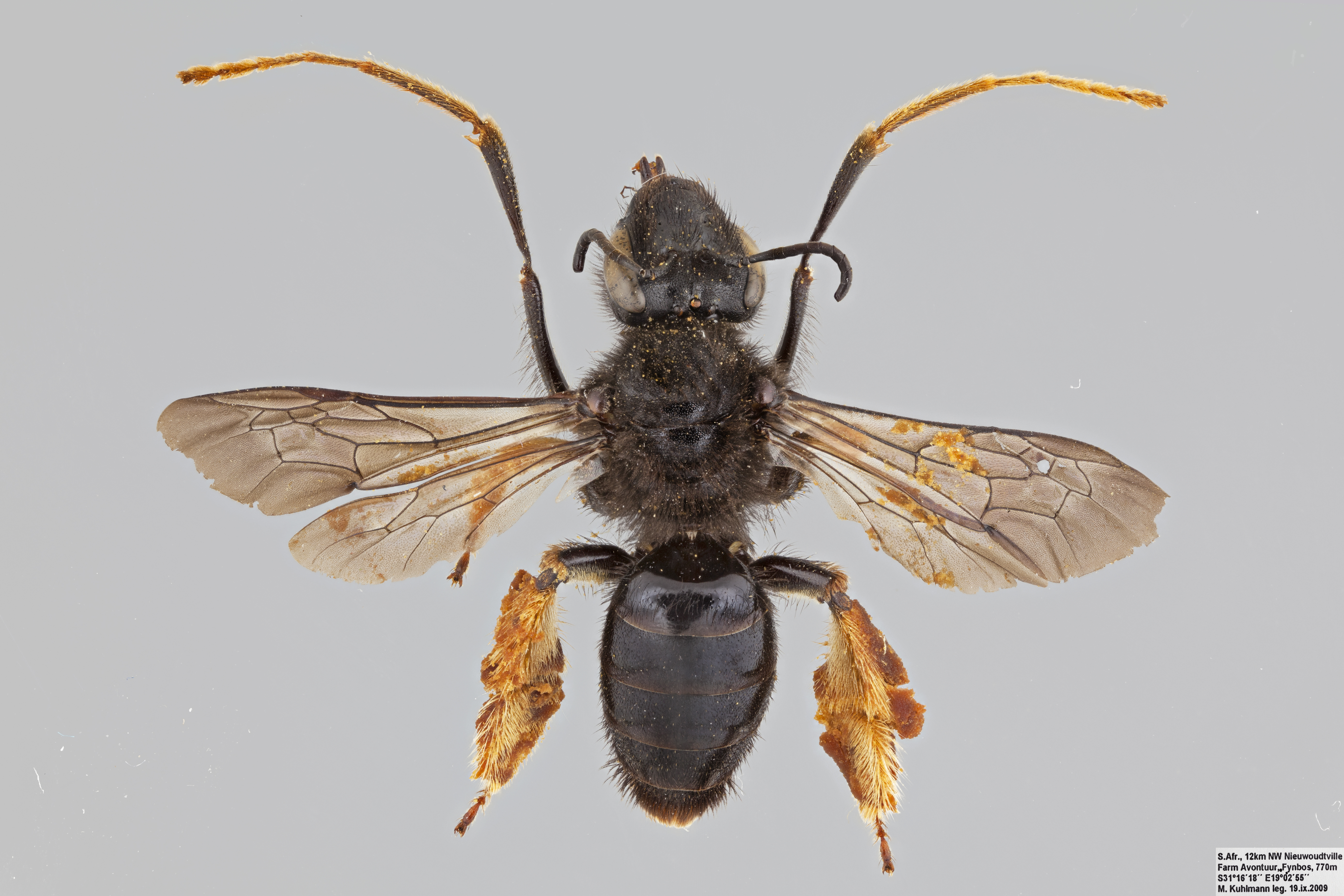
Rediviva longimanus

## Importância
O principal destaque dos integrantes da família Scrophulariaceae está no uso de algumas espécies para a produção de fármacos, como é o caso dos gêneros

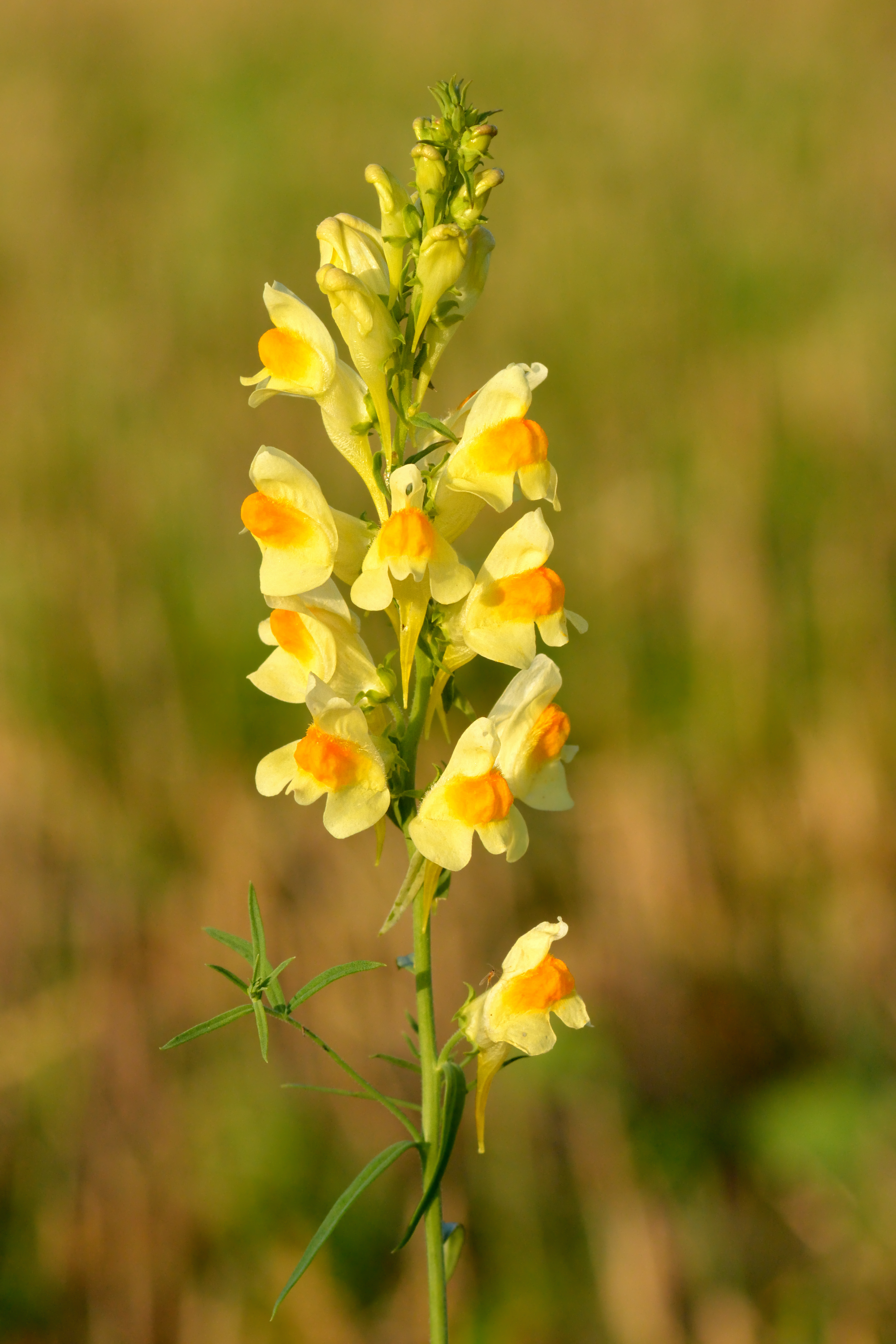
Linaria vulgaris

Leptandra, Scrophularia e Verbascum. Porém, Antirrhinum, Calceolaria, Linaria, "Mimulus, Pentstemon, Torenia e Verbascum também apresentam significância como plantas ornamentais.

## Diversidade Taxonômica
Tribos e gêneros segundo Angiosperm Phylogeny Website:

### Tribos
- "Hemimerideae"
- "Aptosimeae"
- "Myoporeae"
- "Leucophylleae"
- "Buddlejeae"
- "Limoselleae"
- "Scrophularieae"
- "Teedieae"

### Gêneros
"Agathelpis"
- "Alonsoa"
- "Androya"
- "Antherothamnus"
- "Anticharis"
- "Aptosimum"
- "Bontia"
- "Buddleja"
- "Camptoloma"
- "Capraria"
- "Chenopodiopsis"
- "Colpias"
- "Cromidon"
- "Dermatobotrys"
- "Diascia"
- "Diclis"
- "Dischisma"
- "Emorya"
- "Eremogeton"
- "Eremophila"
- "Freylinia"
- "Glekia"
- "Globulariopsis"
- "Glumicalyx"
- "Gomphostigma"
- "Gosela"
- "Hebenstretia"
- "Hemimeris"
- "Jamesbrittenia"
- "Leucophyllum"
- "Limosella"
- "Lyperia"
- "Manulea"
- "Manuleopsis"
- "Melanospermum"
- "Microdon"
- "Myoporum"
- "Nemesia"
- "Oftia"
- "Oreosolen"
- "Peliostomum"
- "Phygelius"
- "Phyllopodium"
- "Polycarena"
- "Ranopisoa"
- "Scrophularia"
- "Selago"
- "Stemodiopsis"
- "Strobilopsis"
- "Sutera"
- "Teedia"
- "Tetraselago"
- "Trieenea"
- "Verbascum"
- "Walafrida"
- "Zaluzianskya"

## Ocorrência no Brasil
Dos 400 gêneros descritos, 32 ocorrem no Brasil e cerca de 143 espécies. Estão presentes principalmente em áreas abertas, como a caatinga, campo rupestre e cerrado 

### Gêneros Brasileiros
"Philcoxia" 
- "Calceolaria"
- "Anamaria"
- "Ameroglossum"
- "Mecardonia"
- "Stemodia"
- "Basistemon"
- "Ildefonsia"
- "Angelonia"
- "Monopera"
- "Capraria"
- "Bacopa"
- "Tetraulacium"
- "Dizygostemon"
- "Scoparia"
- "Lindernia"
- "Conobea"
- "Achetaria"
- "Gratiola"
- "Micranthemum"
- "Nothochilus"
- "Velloziella"
- "Castilleja"
- "Torenia"
- "Buchnera"
- "Escobedia"
- "Esterhazya"
- "Physocalyx"
- "Agalinis"
- "Magdalenaea"
- "Melasma"